# カラクルト型コルベット
カラクルト型コルベット（カラクルトがたコルベット、英語: Karakurt-class corvette）は、ロシア海軍のコルベットの艦級。「カラクルト」（«Каракурт»）はロシア海軍での計画名であり、型式番号は22800型（проекта 22800）、正式な艦種は小型ミサイル艦（Малые ракетные корабли, MRK）である。日本の報道では「ツィクロン」と呼ばれることがある。

## 設計

### 武装
3S14 UKSK VLS8基を装備する。3S-14は水上艦向けに開発された対艦、対地、対潜ミサイル垂直発射機で、カリブルやオーニクスを運用できる。将来的には極超音速ミサイル「ツィルコン」の運用も可能とされる。

## 運用
同型艦複数が2022年ロシアのウクライナ侵攻において投入されている。ウクライナ側の発表・報道によると、2024年5月19日に1隻がウクライナ軍により撃破された。
2023年11月4日、ウクライナ海軍はケルチのザリフ造船所及びそこにいたカラクルート級の艦に向けミサイル攻撃を実施、一部報道では、本級の「アスコルド」がミサイルを被弾し損傷したという。

## 同型艦
| 艦番号 | 艦名                     | 起工            | 進水            | 就役            | 配属         | 備考 |
| ------ | ------------------------ | --------------- | --------------- | --------------- | ------------ | ---- |
| 567    | ムィティシ «Мытищи»      | 2015年 12月24日 | 2017年 7月29日  | 2018年 12月17日 | バルト海艦隊 |      |
| 568    | ソヴィェツク «Советск»   | 2015年 12月24日 | 2017年 11月24日 | 2019年 10月12日 | バルト海艦隊 |      |
|        | コゼリスク «Козельск»    | 2016年 5月10日  | 2019年 10月9日  |                 |              |      |
| 633    | ツィクロン «Циклон»      | 2016年 7月26日  | 2020年 7月24日  | 2023年 7月12日  | 黒海艦隊     |      |
| 584    | オジンツォボ «Одинцово»  | 2016年 7月29日  | 2018年 5月5日   | 2020年 11月21日 | バルト海艦隊 |      |
|        | アスコリド «Аскольд»     | 2016年 11月18日 | 2021年 9月21日  |                 |              |      |
| 578    | ブーリャ «Буря»          | 2016年 12月24日 | 2018年 10月23日 |                 |              |      |
|        | オホーツク «Охотск»      | 2017年 3月13日  | 2019年 10月29日 |                 |              |      |
| 646    | アムール «Амур»          | 2017年 7月30日  | 2022年 12月26日 | 2024年 8月26日  | カスピ小艦隊 |      |
|        | ヴィーフリ «Вихрь»       | 2017年 12月19日 | 2019年 11月13日 |                 |              |      |
|        | トゥーチャ «Туча»        | 2019年 2月26日  | 2023年 6月30日  |                 |              |      |
| 400    | ルジェフ «Ржев»          | 2019年 7月1日   | 2023年 9月27日  |                 |              |      |
| 401    | ウドムリャ «Удомля»      | 2019年 7月1日   | 2023年 9月27日  |                 |              |      |
|        | タイフーン «Тайфун»      | 2019年 9月11日  | 2024年 5月7日   |                 |              |      |
|        | ウスリースク «Уссурийск» | 2019年 12月26日 |                 |                 |              |      |
|        | パヴロフスク «Павловск»  | 2020年 7月29日  |                 |                 |              |      |